# Глубокая (Северо-Кавказская железная дорога)
Глубо́кая — грузовая и пассажирская станция Северо-Кавказской железной дороги (до августа 1987 года относилась к Юго-Восточной железной дороге), расположенная в рабочем посёлке Глубоком, административного центре Каменского района Ростовской области.

## История и деятельность
Первое здание железнодорожного вокзала было построено деревянным в 1870-х годах. На рубеже XIX—XX веков находилось локомотивное депо на четыре паровоза и водокачка. При станции располагались склады, включая хлебные, мельницы, рынок. С 1913 года курсировал пригородный поезд до станицы Каменская. Железнодорожная станция Глубокая в начале XX века стала одной из крупных станций юга России.
В годы Гражданской войны здесь происходили бои Красной армии и белой гвардии. Во время Великой Отечественной войны станция была занята немецкими войсками. Вместе с посёлком станция была освобождена в январе 1943 года. В сводках Совинформбюро сообщалось:
- 15 января[2]

«Наши войска на Северном Кавказе, продолжая наступление, овладели городом и железнодорожной станцией Благодарное, городом Александровское, районным центром Солуно-Дмитриевское, крупными населенными пунктами Садовое, Нагутское, Бекешевская и железнодорожной станцией Нагутская. В районе Северного Донца наши войска овладели районным центром Литвиновка, крупными населенными пунктами Груцинов, Самбуров, Дядин, Поцелуев, Бородинов, Ерофеевка и железнодорожной станцией Глубокая.»

- 16 января[3]

В районе Северного Донца наши войска успешно продвигались вперёд. Н-ская кавалерийская часть сломила сопротивление противника и овладела пятью крупными населёнными пунктами. На поле боя осталось до 400 вражеских трупов. Другие наши части выбили гитлеровцев ещё из ряда населённых пунктов. Противник яростно сопротивлялся и бросал в контратаки большое количество пехоты и танков. Все контратаки гитлеровцев отбиты с большими для них потерями. Уничтожено до 1.200 немецких солдат и офицеров. Сожжено и подбито 29 вражеских танков, 5 бронемашин, 6 орудий и 70 автомашин. Взято 6 исправных танков, 9 орудий, много автомашин и подвод с грузами. При занятии нашими войсками станции Глубокая взято 57 паровозов, более 100 вагонов, 5 складов, элеватор с хлебом и много разного военного имущества.

Произошёл на станции неприятный инцидент с советскими бойцами, захватившими оставленными в спешке немцами цистерны со спиртом.
В настоящее время на станции осуществляется продажа пассажирских билетов, а также прием и выдача багажа. Имеются подъездные пути для приёма и выдачи повагонных и мелких отправок. Пригородные электропоезда ходят от станции Глубокая до Лихой и Ростова-на-Дону.

Вид станции с перрона
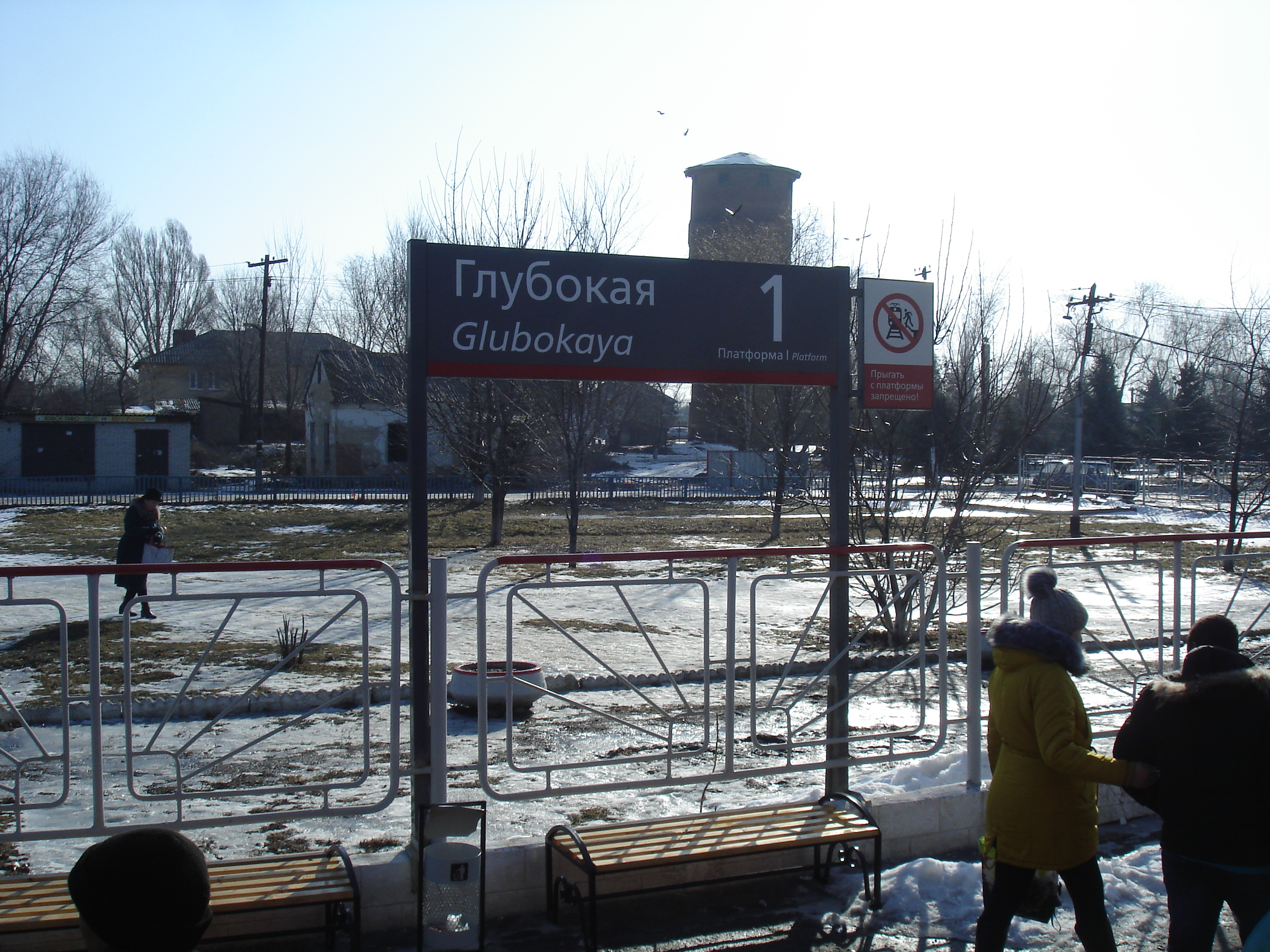
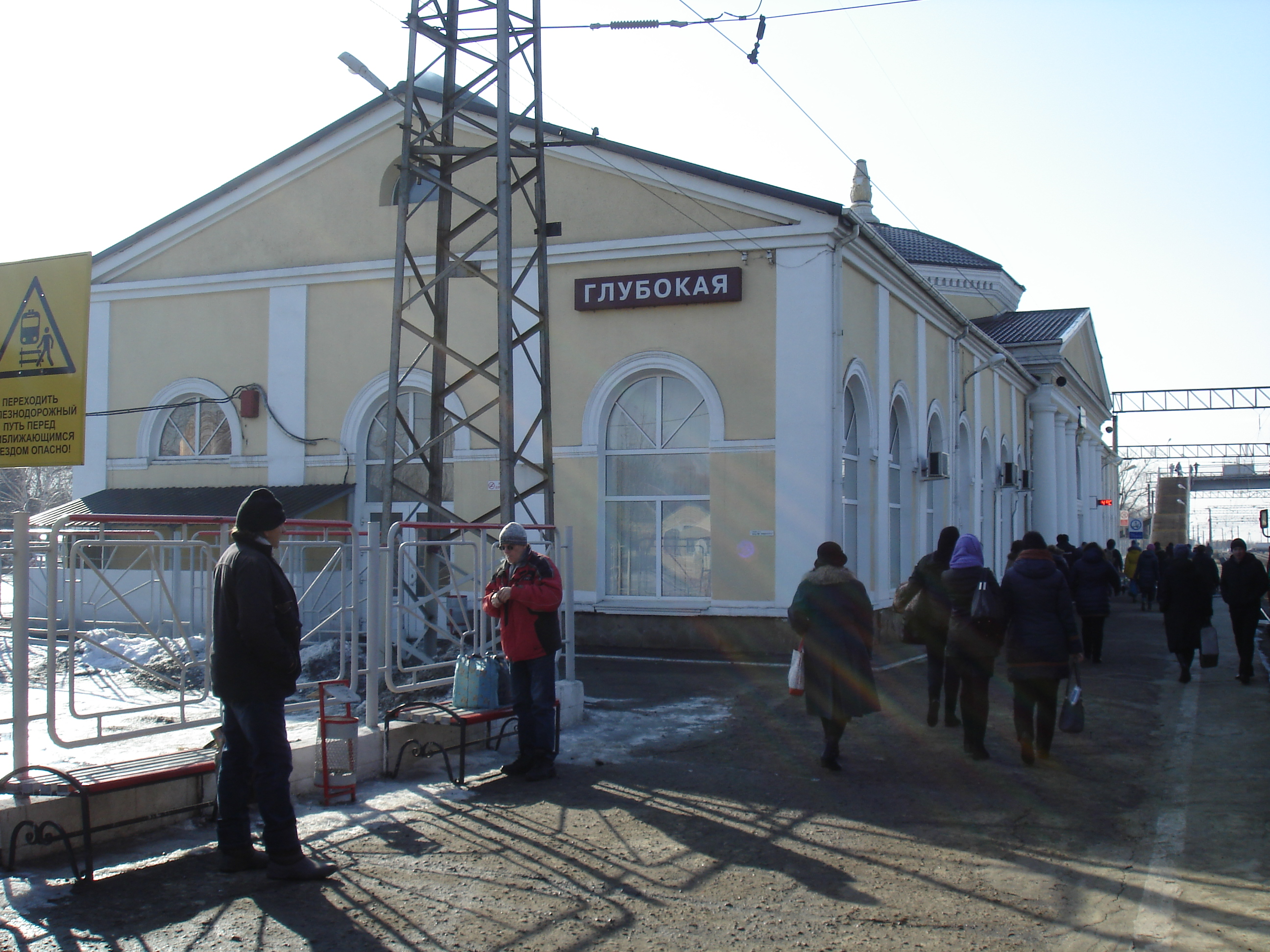
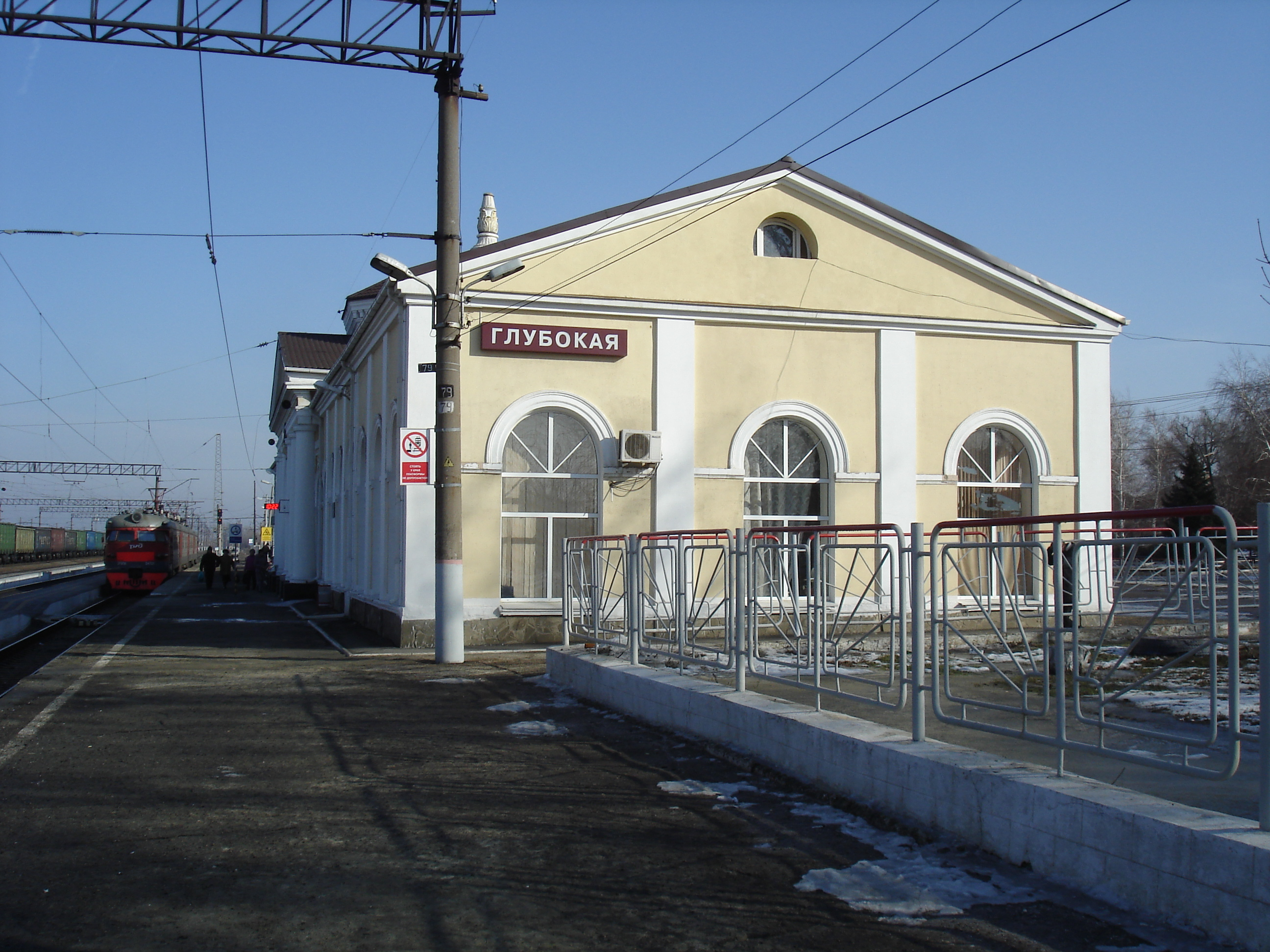